# Prątnik
Prątnik [ˈprɔntnik] (tiếng Đức: Marienfelde)  là một khu định cư ở quận hành chính của Gmina Braniewo, trong Braniewski, WARMIŃSKO-MAZURSKIE, ở miền bắc Ba Lan, gần biên giới với Kaliningrad của Nga. Nó nằm khoảng 4 kilômét (2 mi) về phía tây nam của Braniewo và 78 km (48 mi) phía tây bắc của thủ đô khu vực Olsztyn.
Khu định cư có dân số 3 người.